# Let's be anormal
Let's be anormal est un sonyun manhwa de Lee You-Jung publié en quatre tomes en 2002 à 2003 en Corée par l'éditeur Sigongsa,. Mêlant érotisme et vie sentimentale, il conte les histoires farfelues d'un adolescent que tout le monde traite de pervers.
Il est publié en version française par l'éditeur Soleil Productions  dans la collection  Vegetal manga shoten de 2004 à 2005,. Sa version anglaise est éditée sous le titre Let's Be Perverts par Netcomics (en) de 2006 à 2007.

## Synopsis
Byun Tai Ji (« pervers » en coréen) est un adolescent tout ce qu'il y a de plus normal, qui pense au sexe 2 fois par minute, et que tout le monde traite de pervers. Ses parents viennent de déménager une énième fois afin d'échapper à la réputation de leur fils. Byun Tai Ji l'a décidé : il ne se laissera pas faire dans son nouveau lycée, on ne le traiterait plus de pervers, on ne le regarderait plus de haut et on ne l'insulterait plus dans la cour de récréation. Il prend donc le métro pour aller à son premier jour de cours dans son nouveau lycée, mais surprise, dans le wagon, un homme caresse les fesses d'une jeune femme sans qu'elle ne s'en rende compte. Aussitôt, Byun Tai Ji s'élance au secours de la belle demoiselle sans se soucier des conséquences. Par un enchainement de mauvais pas, il se retrouve derrière la jeune femme et lui touche les fesses à la place de l'homme qui semble avoir disparu.
Mais lorsqu'il pense que ses malheurs sont finis, il se rend compte que la demoiselle en question, Hong Dan, n'est autre qu'une élève de son lycée, qui elle aussi arrive pour sa première journée de cours. Et l'homme ayant enfleuré les fesses de la jeune femme n'est autre que l'un de leurs professeurs. Byun Tai Ji se le promet : il coincera le pervers qui a touché les fesses de Hong Dan, et il ne sera plus la risée de tous.